# Villanueva de Henares
Villanueva de Henares es una localidad española del municipio de Aguilar de Campoo, perteneciente a la provincia de Palencia, en la comunidad autónoma de Castilla y León.

## Geografía
En plena montaña palentina, se encuentra a una distancia de 12 km aproximadamente de Aguilar de Campoo, la capital municipal, en la comarca de Campoo. Se encuentra rodeado de robledales, prados y praderas con monte bajo.

## Historia
A la caída del Antiguo Régimen la localidad se constituye en municipio constitucional, y que en el censo de 1842 contaba con 26 hogares y 145 vecinos. A mediados del siglo XIX, el lugar, por entonces con ayuntamiento propio, tenía contabilizadas 38 casas. Aparece descrito en el decimosexto volumen del Diccionario geográfico-estadístico-histórico de España y sus posesiones de Ultramar de Pascual Madoz de la siguiente manera:

VILLANUEVA DE HENARES: l. con ayunt. al que estan agregados Canduela y Quintanas de Hormiguera en la prov. de Palencia (18 leg.), part. jud. de Cervera de Rio Pisuerga (6), aud. terr. y c. g. de Valladolid (26) y dióc. de Burgos. sit. entre dos cuestas, la una al E. y otra al O., su clima frio bien ventilado y sano. Consta de 38 casas de pobre construccion y casa de ayunt.; escuela de primeras letras por temporada, y 3 fuentes de que surte el vecindario; la igl. parr. (San Martin) es de provision del ordinario en patrimoniales. El térm. confina por N. con Quintana de Hormiguera; E. San Cristóbal del Monte; S. Nava, y O. Cuenca: su terreno es de mediana calidad y de secano, no obstante los 2 arroyos que le cruzan; tambien hay una fuente ferruginosa: los caminos son locales y el camino real que marcha á Santander pasa por la pobl.: la correspondencia se recibe de Aguilar. prod.: trigo, cebada y yeros; se cria ganado lanar y vacuno; caza de liebres, perdices y codornices. pobl.: 26 vec., 145 alm. cap. prod.: 72,500 rs. imp.. 2,184: el presupuesto municipal asciende á 1,179 rs.
(Madoz, 1850, p. 204)

A mediados del siglo XIX el antiguo municipio de Villanueva de Henares se anexionó los municipios de Canduela y Quintanilla de Hormiguera (hoy Quintanas de Hormiguera). 
El municipio de Villanueva de Henares desapareció en 1977, al ser incorporado junto con el de Nestar al término municipal de Aguilar de Campoo.
Fue suprimida administrativamente como entidad local menor por acuerdo de la Junta de Castilla y León en febrero de 2019, alegando los vecinos la falta de medios materiales y personales para el ejercicio de sus competencias.

## Demografía
| Gráfica de evolución demográfica de Villanueva de Henares entre 1842 y 1970 |
| |
| Población de derecho según los censos de población del INE Población de hecho según los censos de población del INEEntre el censo de 1857 y el anterior, crece el término del municipio porque incorpora a 345020 (Canduela) y 345084 (Quintanilla de Hormiguera) Entre el censo de 1981 y el anterior, este municipio desaparece porque se integra en el municipio 34004 (Aguilar de Campoo) |

Evolución de la población en el siglo XXI
| Gráfica de evolución demográfica de Villanueva de Henares entre 2000 y 2020 |
|                                                                             |
| Población de derecho (2000-2020) según el padrón municipal del INE          |

### Comunicaciones
Acceso por la carretera provincial PP-6303 que conceta con el enlace de la A-67.

## Patrimonio arquitectónico
- Iglesia de San Martín (siglo XV)
- Casona barroca de Villanueva
- Torre de la Capellanía

## Alojamiento
Cuenta con dos casas de turismo rural y un establecimiento hotelero (apertura junio de 2024) con 16 habitaciones.